# Mac Studio
Mac Studio — робоча станція невеликого формфактора, що розроблена, виробляється та продається компанією Apple Inc. Це один з чотирьох настільних комп'ютерів у лінійці Macintosh, який стоїть над споживчими моделями Mac mini та iMac і розташований нижче Mac Pro. Він працює на базі системи на чипі Apple M1 Max або Apple M1 Ultra.

## Історія
Робоча станція була анонсована 8 березня 2022 року разом із монітором Apple Studio Display. Їхні продажі спочатку планувалося розпочати 18 березня, але пізніше перенесли на квітень для системи на базі чипа Apple M1 Max, а згодом перенесли на квітень і випуск систем на базі чипа Apple M1 Ultra. Клієнти повідомляли про затримки доставки комп'ютерів з найвищими характеристиками, з процесором M1 Ultra і 128 ГБ оперативної пам'яті і перенесення доставки на червень. Затримку пов'язують із глобальною нестачею мікросхем.

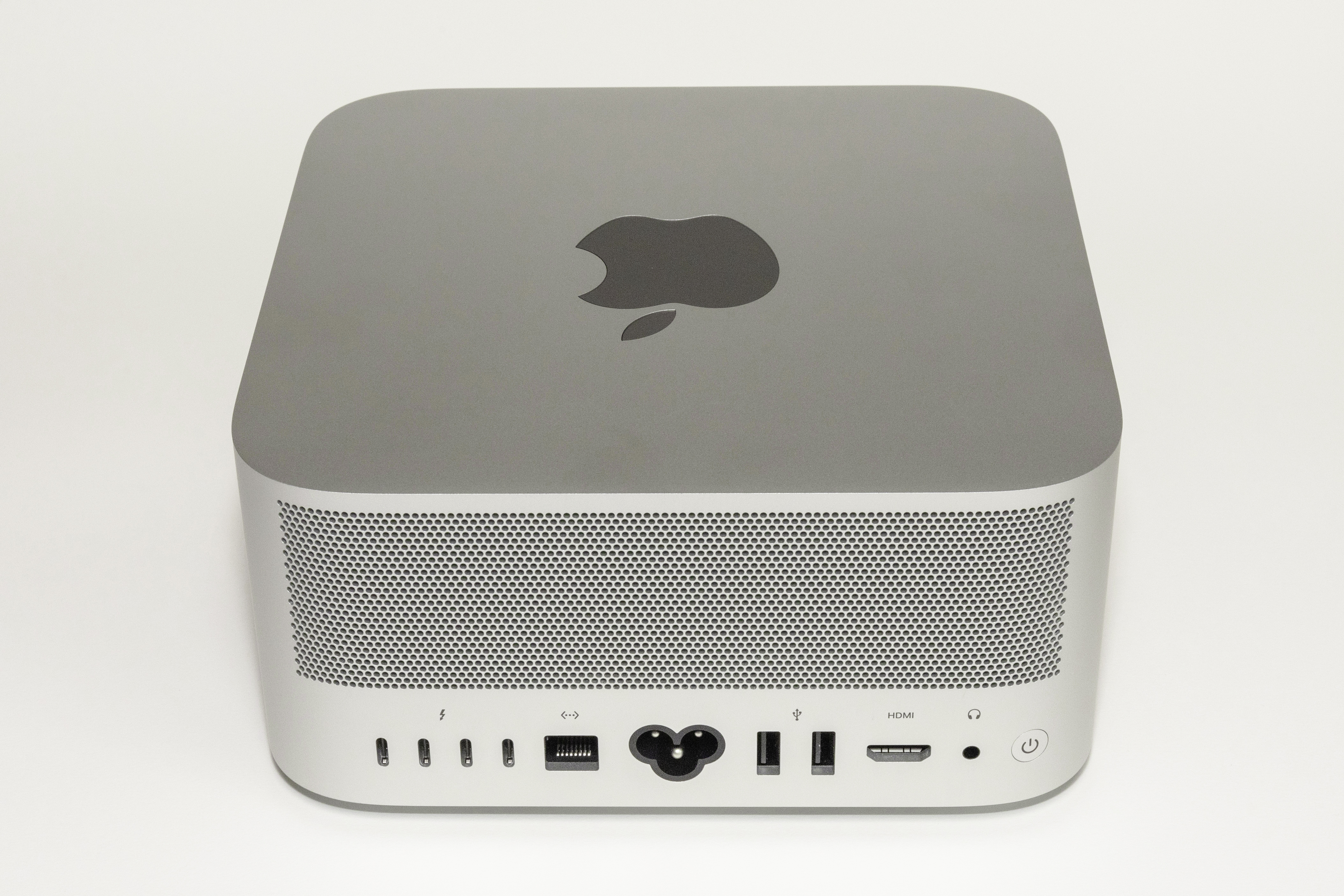
Задні роз'єми

Mac Studio має таку ж ширину та глибину, що й Mac Mini, обидва – близько 8 дюймів (200 мм), але висотою близько 3,7 дюймів (94 мм). Пристрій має чотири порти Thunderbolt 4 (USB-C), два порти USB-A, HDMI, 10Gb Ethernet і роз'єм для навушників. На передній панелі є два порти USB-C (у варіантах з M1 Ultra також працюють в режимі Thunderbolt 4) і слот для карт SD (підтримує карти SDXC і шину UHS-II). Він охолоджується парою двосторонніх повітродувок і сіткою отворів на нижній і задній панелях корпусу, що допомагає зменшити шум обертання вентиляторів. Версія з чипом M1 Ultra на 2 фунти (910 г) важча за версію з M1 Max, оскільки вона потребує більших радіаторів та механізмів охолодження.
Apple повідомила, що Mac Studio працює на 50 відсотків швидше, ніж еквівалентний Mac Pro з 16-ядерним процесором Intel Xeon.
Конфігурації з процесором M1 Ultra по суті базуються на двох процесорах M1 Max.
Хоча Mac Studio буде працювати з 4 будь-якими моніторами з роздільною здатністю 6К у конфігурації з чипом M1 Ultra, комп'ютер був представлений разом з Apple Studio Display, 27-дюймовим 5К-монітором з вбудованою 12-мегапіксельною камерою та звуковою системою з шістьма динаміками з просторовим аудіо та Dolby Atmos і нанопокриттям скла і регульована по висоті підставкою.

## Огляд

### Характеристики
| Модель                  | Початок 2022 року | Початок 2022 року |
| Чип                     | Apple M1 Max | Apple M1 Ultra |
| ----------------------- | --- | --- |
| Дата випуску            | 18 березня 2022 | 18 березня 2022 |
| Номер замовлення        | MJMV3xx/A | MJMW3xx/A |
| Machine model           | TBA | TBA |
| Базова ціна             | 1 999 доларів США | 3 999 доларів США |
| Номер моделі            | TBA | TBA |
| Процесор                | 3,2 ГГц 10‑ядерний процесор: 8 ядер продуктивності та 2 ядра ефективності Apple M1 Max.                                                                           | 3,2 ГГц 20‑ядерний процесор: 16 ядер продуктивності та 4 ядра ефективності Apple M1 Ultra.                                                                        |
| Пам'ять                 | 32 ГБ пам'яті (Можна змінити на 64 ГБ під час покупки) | 64 ГБ пам'яті (Можна змінити на 128 ГБ під час покупки) |
| Пам'ять                 | Об'єднана пам'ять | |
| Графіка                 | 24-ядерний вбудований графічний процесор, розроблений Apple (Можна змінити на 32-ядерний графічний процесор на момент покупки)                                    | 48-ядерний вбудований графічний процесор, розроблений Apple (Можна змінити на 64-ядерний графічний процесор на момент покупки)                                    |
| Підтримка відео         | Чотири монітори із роздільною здатністю до 6K й частотою 60 Гц через порт USB-C і один монітор із роздільною здатністю до 4K й частотою 60 Гц через порт HDMI 2.0 | Чотири монітори із роздільною здатністю до 6K й частотою 60 Гц через порт USB-C і один монітор із роздільною здатністю до 4K й частотою 60 Гц через порт HDMI 2.0 |
| Накопичувач             | 512 ГБ Додаткові 1, 2, 4 або 8 ТБ доступні лише на момент покупки.                                                                                                | 1 ТБ Додаткові 2, 4 або 8 ТБ доступні лише на момент покупки. |
| Зв'язок                 | Вбудований Wi-Fi 6 (802.11a/b/g/n/ac/ax) | Вбудований Wi-Fi 6 (802.11a/b/g/n/ac/ax) |
| Зв'язок                 | Bluetooth 5.0 | |
| Зв'язок                 | 10 Gigabit Ethernet | |
| Можливості підключення  | 4× Thunderbolt 4 (USB-C 4) | 6× Thunderbolt 4 (USB-C 4) |
| Можливості підключення  | 2× USB-C 3.1 другого покоління | 6× Thunderbolt 4 (USB-C 4) |
| Можливості підключення  | 2× USB 3.0 Type-A | |
| Можливості підключення  | HDMI 2.0 | |
| Можливості підключення  | Слот для SDXC‑карт (UHS-II) | |
| Можливості підключення  | Порт для навушників 3,5 мм з підтримкою високоомних навушників | |
| Живлення                | 370 Вт (макс. безперервно) | 370 Вт (макс. безперервно) |
| Викиди парникових газів | 262 кг CO2e | 375 кг CO2e |
| Вага                    | 2,7 кг | 3,6 кг |
| Розміри                 | 9,5 см (висота) × 19,7 см (ширина) × 19,7 см (довжина) | 9,5 см (висота) × 19,7 см (ширина) × 19,7 см (довжина) |